# NGC 3418
NGC 3418 је спирална галаксија у сазвежђу Мали лав која се налази на NGC листи објеката дубоког неба.
Деклинација објекта је + 28° 6' 44" а ректасцензија 10h 51m 23,9s. Привидна величина (магнитуда) објекта NGC 3418 износи 13,5 а фотографска магнитуда 14,4. NGC 3418 је још познат и под ознакама UGC 5963, MCG 5-26-23, CGCG 155-30, PGC 32549.